# Vital Faliero de’Doni
Vital Falier de'Doni (vagy más néven: Vitale Faliero Dodoni vagy Vitale Faledro), (Velence, 11. század – Velence, 1096 vagy 1095. december) léphetett dózseként harminckettedikként Velence trónjára. Igen kiemelkedő, nagy hírű uralkodója lett a Serenissimának, aki rendezte a város külügyeit, és megpróbálta helyrerázni a mindig zavaros velencei belpolitikát. Ő maga az egyik legtehetősebb családból származott, és kenyerének javát már megette, amikor a nép a város vezetőjének választotta meg.

## A consiglio
Vital nagyszerű politikus volt, aki köztudottan Velence köztársasági jellege mellett állt ki. Ezért a korábban már megalakult Consiglio Minor egyik tagja lett. A tanácsnak az volt a feladata, hogy a dózse döntését segítse a komolyabb, az egész várost érintő ügyekben. Vital elődje azonban merész politikusként nem szívlelte meg a tanács javaslatait, és ezért Domenico Selvo dózse 1084-ben Korfu mellett végzetes csatát vesztett a normannok ellen. A súlyos hadi és emberveszteségek után a dühödt nép elűzte trónjáról Domenicót. Ebben nagy szerepe volt a tanácsnak is, és abban Vitalnak, aki így akarta megbüntetni a dózsét azért, mert nem hallgatott a consiglio érvelésére.

## Dózseként Velence élén

### Revans a normannokon
Ezek után a nép és elsősorban a tanács megválasztotta Vitalt dózsénak. Személyében igen nagy karakter, a krónikák alapján Doge illustre lépett a kereskedőváros kormányrúdjához. Trónra emelkedése után két fontos cél lebegett szeme előtt. Egyrészt meg akarta szilárdítani a város politikai berendezkedését, másrészt pedig rendezni akarta a kényes külügyeket, amely egyre sürgetőbbé vált. 1084 végén sietve újra kellett szerveznie a velencei flottát, amelynek hatalmas hányada odaveszett elődje hadi vállalkozásainak köszönhetően. A gazdag családi vagyonból és a tanács tagjainak magánvagyonából hamarosan újraépült a velencei hajóhad, amely így már képes volt visszavágni a fenyegető normann csapatoknak.
Falier parancsnoklata alatt a flotta kihajózott az Adriai-tengerre, és ugyanabban az évben revanst vett a szégyenletes vereségért a normannokon. Caonia fontos kikötője előtt, Botrinonál zajlott le a két hatalmas flotta ütközete. A dicső győzelemmel a velencei diplomácia lezárta a korábbi évek háborúit, és ezzel sikerült felszabadítania az Adria medencéjét is az idegen uralomtól. A csata helyszíne a mai Albánia északi részénél feküdt, amely akkoriban Bizánc fennhatósága alatt állt, de rövid időre Velence birtokába került.

### Bizánci hála
A császár, Alexiosz Komnénosz nem volt hálátlan, hiszen Vital a konstantinápolyi kereskedők életét is megkönnyítette nem is beszélve arról, hogy a normannok a balkáni területekre is szemet vetettek. A császár hálája szinte túlzott volt. 1084-ben Alexiosz aranybullában garantálta a velencei kereskedők adó- és vámmentességét az egész keleti birodalom területén, valamint Bizánc minden kikötőjének és piacának szabad használatát. Ezen felül Alexiosz három címet is adományozott Vitalnak. Egyrészt megerősítette őt Dalmácia hercege címében, másrészt elismerte őt Horvátország hercegének is. Ez utóbbi rövid konfliktust keltett a szomszédos Magyarországgal, ugyanis annak királya, I. László is felvette a horvátok királya címet. Harmadrészt a császár kialakított egy újabb címet, a nagy jövedelmet biztosító protosevasto rangját, amely egyfajta udvari elismerés volt Bizánc részéről.

### Belpolitika és katasztrófák
A hatalmas előnyök a kiváló külpolitikai kapcsolatok miatt a gazdaság újra meglódult. A sikeres háborút sokan a velencei nép büszkeségének helyreállításaként is üdvözölte. Ezért kiváló uralkodóként tartották számon. Faliero nekiláthatott tehát másik nagy céljának megvalósításához. Az évtizedek óta a köztársaság és a monarchia között lebegő Velence politikai viszonyait az előbbi felé igyekezett elmozdítani. Vital megerősítette a tanács jogait, és törvénykezésével igyekezett megalapozni egy nemesi köztársaság alapjait. Faliero ugyanis egy olyan köz által irányított államban hitt, ahol az alsóbb rétegeknek nem jut akkora szerep, sőt a politikába igazán nem tudnak beleszólni. De a befolyásos és tehetős nemeseknek beleszólást biztosított a dózse. Vital újabb pénzt veretett, amelyen a S. Marcus Venecia felirat volt látható.
De hiába indult olyan népszerű uralkodónak, hamarosan elpártolt mellőle a szerencse és a természet katasztrófákkal sújtotta a velenceieket. Hatalmas tengeri viharok pusztították a kereskedelmi flotta hajóit, amely a gazdaságot vetette vissza, míg földrengések rombolták a köztársaság épületeit. Ezért Faliero regnálásának utolsó éveit ezen természeti csapások orvoslására fordította. A hiábavaló központi próbálkozások után a velenceiek szemében egyre népszerűtlenebb és esetlenebb lett.

Végül 1095 decemberében halt meg, de temetésénél a velenceiek már megvetéssel emlékeztek meg róla. Sírja a Szent Márk-bazilika árkádjában látható.